# Хуан Мачука
Хуан Мачука (ісп. Juan Machuca, нар. 7 березня 1951) — чилійський футболіст, що грав на позиції захисника. По завершенні ігрової кар'єри — тренер.

## Клубна кар'єра
У дорослому футболі дебютував 1969 року виступами за команду «Уніон Еспаньйола», кольори якої і захищав протягом усієї своєї кар'єри гравця. Більшість часу, проведеного у складі «Уніон Еспаньйола», був основним гравцем захисту команди і тричі з командою вигравав чемпіонат Чилі в 1973, 1975 і 1977 роках, а на міжнародному рівні він дійшов з командою до фіналу Кубка Лібертадорес 1975 року.
По завершенні ігрової кар'єри працював тренером, очолював аматорські чилійські команди «Депортіво Полпайко» та «Лаутаро де Буїн», а також був тренером різних університетських та жіночих клубів.

## Виступи за збірну
1 травня 1972 року дебютував в офіційних іграх у складі національної збірної Чилі в матчі Кубка Карлоса Діттборна зі збірною Аргентини, що завершився з рахунком 3:4.
У складі збірної був учасником чемпіонату світу 1974 року у ФРН, на якому був запасним гравцем і на поле не виходив. Наступного року взяв участь і у Кубку Америки 1975 року, зігравши у двох матчах — проти Болівії та Перу, але і цього разу чилійцям не вдалось вийти з групи.
Свій останній виступ за збірну Мачука провів у товариському матчі проти збірної Шотландії 15 червня 1977 року, той матч завершився поразкою чилійців 2:4. Загалом протягом кар'єри у національній команді, яка тривала 6 років, провів у її формі 21 матч.

## Досягнення

### Командний
Збірна Чилі
- Володар Кубка Карлоса Діттборна: 1973

«Уніон Еспаньйола»
- Чемпіон Чилі (3): 1973, 1975, 1977
- Срібний призер чемпіонату Чилі (3): 1970, 1972, 1976
- Бронзовий призер чемпіонату Чилі (3): 1971, 1979, 1984
- Фіналіст Кубка Чилі: 1978
- Фіналіст Кубка Лібертадорес: 1975